# Synosis hayachinensis
Synosis hayachinensis är en stekelart som beskrevs av Kusigemati 1968. Synosis hayachinensis ingår i släktet Synosis och familjen brokparasitsteklar. Inga underarter finns listade i Catalogue of Life.